# Ampoule tubaire

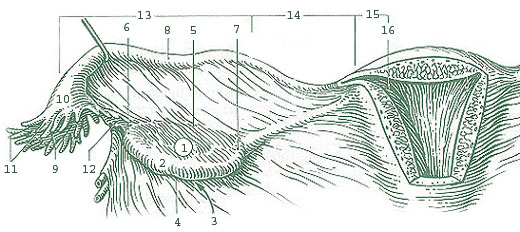
1: Ovaire
2: Surface médiale
3: Surface latérale
4: Bord libre
5: Marge mesovarienne
6: Extrémité tubaire
7: Extrémité utérine
8: Trompe de Fallope
9: Ouverture des trompes de Fallope
10: Infundibulum des trompes de Fallope
11: Fimbriae des trompes de Fallope
12: Fimbria ovarienne
13: Ampoule tubulaire
14: Isthme des trompes de Fallope
15: Partie utérine des trompes de Fallope
16: Ouverture utérine des trompes de Fallope

Pour les articles homonymes, voir ampoule.
L'ampoule tubaire est une partie de la trompe de Fallope, dans le système reproducteur féminin des mammifères.

## Anatomie
L'ampoule tubaire est la partie de la trompe de Fallope la plus éloignée de l'utérus. Elle a 6 à 7 cm de long et se termine par le pavillon, long de 1 à 2 cm. Celui-ci est hérissé de franges tubaires, la plus longue, la frange de Richard, servant à ancrer la trompe sur l'ovaire lors de l'ovulation. L'ampoule présente quelques plis longitudinaux.

## Cytologie
L'épithélium de l'ampoule est de type müllerien[Quoi ?]. Il est constitué de cellules cillées, de cellules glandulaires et de cellules basales.
On trouve aussi des cellules intercalaires.

## Rôle lors de l'ovulation et de la fécondation
Lors de l'ovulation, au 14e jour du cycle menstruel, le pic de concentration de l'hormone lutéinisante (LH) et de l'hormone stimulatrice des follicules (FSH), les fimbriae de l'ampoule tubaire se disposent autour du stigma de l'ovaire et assurent l'étanchéité de la jonction entre la trompe et l'ovaire. L'ampoule tubaire reçoit le liquide folliculaire, qui s'écoule lentement, à cause de sa grande viscosité, et entraîne l'ovule, lors de la rupture de la paroi du follicule.
L'ovule va séjourner dans l'ampoule tubaire et dégénérer en 24 à 48 h s'il ne rencontre pas de spermatozoïde. En cas de fécondation, il va rester 2-3 jours dans l'ampoule. Ensuite, lors de la première semaine du développement de l'embryon, l'œuf quitte l'ampoule tubaire pour gagner l'utérus et se recouvrir du trophectoderme.

## Pathologies
Les principales pathologies de l'ampoule tubaire sont les obstructions et les sténoses tubaires post-infectieuses. On rencontre également l'hydrosalpinx.

## Examen
L'ampoule tubaire est inspectée par hystérosalpingographie. Il s'agit d'une radiographie utilisant un produit de contraste injecté dans l'utérus et la ou les trompes de Fallope. L'examen est réalisé durant les douze premiers jours du cycle menstruel.

## Fécondationin vitro
Une technique de fécondation in vitro est le transfert intra-tubaire des gamètes (en) (Gamete intrafallopian transfer, Gift). Lors d'une cœlioscopie, les spermatozoïdes et les ovocytes sont placés simultanément dans l'ampoule tubaire. Le transfert intra-tubaire de zygote (en) (Zygote Intra Fallopian Transfert, Zift) consiste à placer dans l'ampoule tubaire un zygote (ovule fécondé in vitro). On utilise alors une cœlioscopie, ou un transfert transvagino-utérin, guidé par échographie. La troisième technique utilisée est le transfert intra-tubaire des embryons (Tubal Embryo Transfert, Tet). Dans ce cas, c'est un embryon, obtenu par fécondation in vitro, au stade de quatre cellules, qui est implanté. Les techniques sont les mêmes que pour un Zift.